# Refundace
Refundace je náhrada výdajů, kompenzace obvykle finančních prostředků. Refundaci provádí dlužník směrem k věřiteli. Častým případem je například refundace při vracení zboží do obchodu nebo jeho reklamaci. Refundovat se dá také mzda nebo služba. V případě odstoupení od smlouvy, kdy zákazník vrací zboží zakoupené na dálku bez udání důvodu, je prodejce povinen poskytnout refundaci do 14 dnů od odstoupení, a to včetně dopravy k zákazníkovi.
V případě refundace mzdy je zaměstnanci vyplacena mzda, kterou následně zaměstnavatel požaduje od jiného subjektu. Problematiku refundace mezd řeší Zákoník práce č. 262/2006 Sb. v Hlavě II.
Zvláštním případem refundace je refundace letenky. Ta se řídí podmínkami legislativních předpisů i pravidly, která si stanovil konkrétní dopravce. Klíčové z hlediska právní ochrany cestujícího je Nařízení Evropského parlamentu a Rady č. 261/2004.